# Nagroda Sakurai

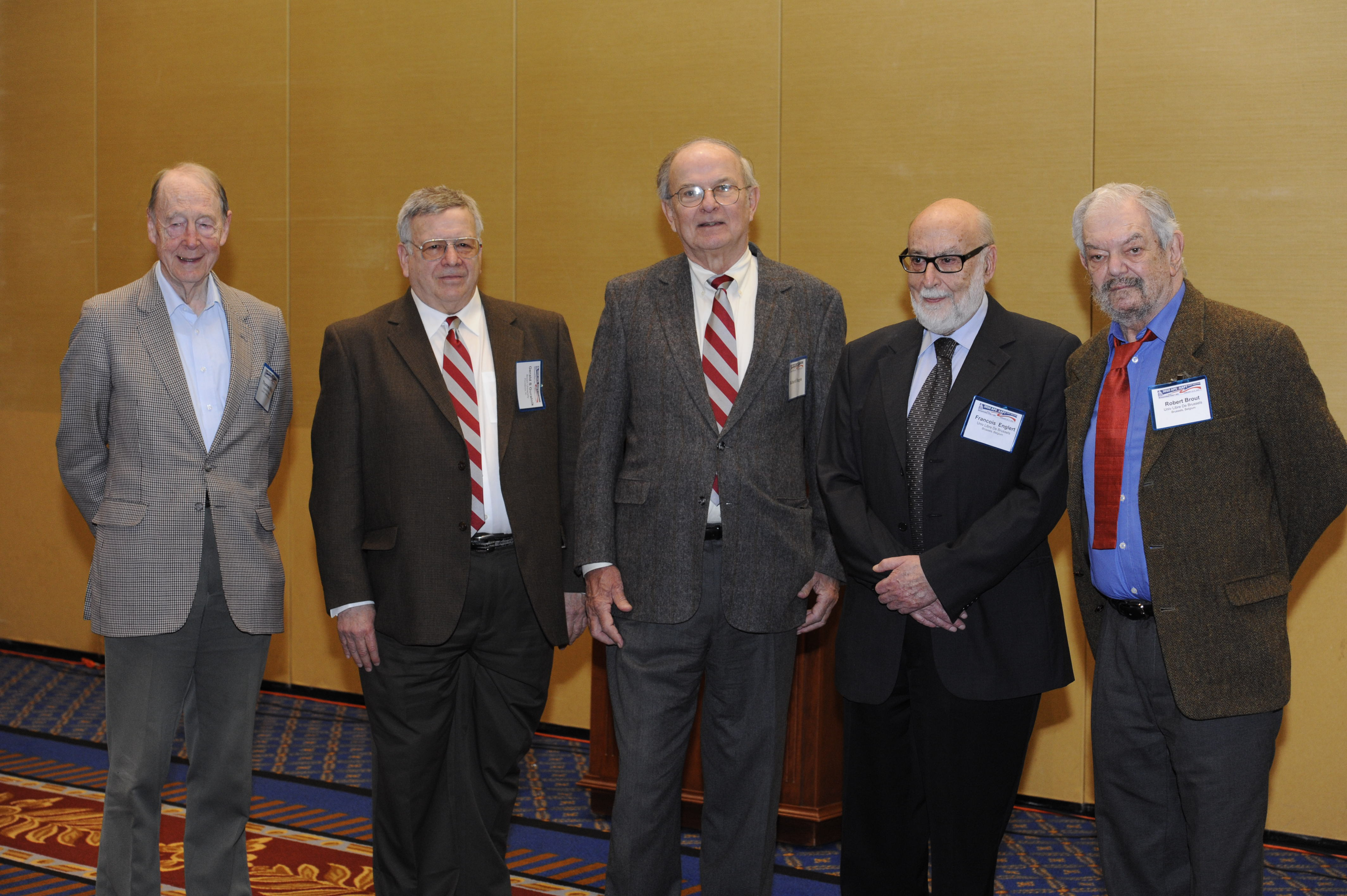
Większość laureatów Nagrody Sakurai za rok 2010; od lewej: Tom Kibble, Gerald Guralnik, Carl R. Hagen, François Englert, Robert Brout. W tamtym roku nagrodę otrzymał również Peter Higgs nieobecny na zdjęciu.

Nagroda Sakurai (ang. J.J. Sakurai Prize for Theoretical Particle Physics) – nagroda Amerykańskiego Towarzystwa Fizycznego (APS) przyznawana za wybitne osiągnięcie w teorii cząstek elementarnych. Nagroda ta uważana jest za jedną z najbardziej prestiżowych w dziedzinie fizyki. Przyznawana jest corocznie od 1985 roku, jednej lub kilku osobom – np. w 2010 roku miała sześcioro laureatów. Otrzymują ją nie tylko fizycy amerykańscy.
Jun John Sakurai (1933–1982) był amerykańskim fizykiem pochodzenia japońskiego.

## Najwybitniejsi laureaci
W gronie laureatów znaleźli się też nobliści (do 2021 roku – ośmiu):
- 1985: Toshihide Masukawa i Makoto Kobayashi (nobel 2008);
- 1986: David Gross, Hugh David Politzer i Frank Wilczek (nobel 2004);
- 1994: Yoichiro Nambu (nobel 2008);
- 2010: François Englert i Peter Higgs (nobel 2013).

Inni wybitni laureaci Nagrody Sakurai – czasem nominowani do Nagrody Nobla – to np. Lisa Randall, George Zweig czy Leonard Susskind.

## Laureaci Nagrody Sakurai
| rok  | laureaci                                                                                | liczba nagrodzonych |
| ---- | --------------------------------------------------------------------------------------- | ------------------- |
| 2025 | Elizabeth E. Jenkins i Aneesh V. Manohar                                                |                     |
| 2024 | Andrzej Buras                                                                           |                     |
| 2023 | Heinrich Leutwyler                                                                      | 1                   |
| 2022 | Nima Arkani-Hamed                                                                       | 1                   |
| 2021 | Vernon Barger                                                                           | 1                   |
| 2020 | Pierre Sikivie                                                                          | 1                   |
| 2019 | Lisa Randall i Raman Sundrum                                                            | 2                   |
| 2018 | Ann Nelson i Michael Dine                                                               | 2                   |
| 2017 | Gordon L. Kane, Howard E. Haber, Jack F. Gunion i Sally Dawson                          | 4                   |
| 2016 | G. Peter Lepage                                                                         | 1                   |
| 2015 | George Zweig                                                                            | 1                   |
| 2014 | Zvi Bern, Lance J. Dixon, David A. Kosower                                              | 3                   |
| 2013 | Helen Quinn, Roberto Peccei                                                             | 2                   |
| 2012 | Guido Altarelli, Torbjörn Sjöstrand, Bryan Webber                                       | 3                   |
| 2011 | Chris Quigg, Estia Eichten, Ian Hinchliffe, Kenneth Lane                                | 4                   |
| 2010 | Gerald Guralnik, Carl R. Hagen, Tom Kibble, Robert Brout, François Englert, Peter Higgs | 6                   |
| 2009 | Davison E. Soper, John C. Collins, R. Keith Ellis                                       | 3                   |
| 2008 | Aleksiej Smirnow, Stanisław Michejew                                                    | 2                   |
| 2007 | Stanley Brodsky                                                                         | 1                   |
| 2006 | Savas Dimopoulos                                                                        | 1                   |
| 2005 | Susumu Okubo                                                                            | 1                   |
| 2004 | Ikaros Bigi, Anthony Ichiro Sanda                                                       | 2                   |
| 2003 | Alfred Mueller, George Sterman                                                          | 2                   |
| 2002 | William J. Marciano, Alberto Sirlin                                                     | 2                   |
| 2001 | Nathan Isgur, Michaił Wołoszin, Mark Wise                                               | 3                   |
| 2000 | Curtis Callan                                                                           | 1                   |
| 1999 | Mikhail Shifman, Arkady Vainshtein, Walentin Zacharow                                   | 3                   |
| 1998 | Leonard Susskind                                                                        | 1                   |
| 1997 | Thomas Appelquist                                                                       | 1                   |
| 1996 | William A. Bardeen                                                                      | 1                   |
| 1995 | Howard Georgi                                                                           | 1                   |
| 1994 | Yoichiro Nambu                                                                          | 1                   |
| 1993 | Mary K. Gaillard                                                                        | 1                   |
| 1992 | Lincoln Wolfenstein                                                                     | 1                   |
| 1991 | Władimir Gribow                                                                         | 1                   |
| 1990 | Toichiro Kinoshita                                                                      | 1                   |
| 1989 | Nicola Cabibbo                                                                          | 1                   |
| 1988 | Stephen L. Adler                                                                        | 1                   |
| 1987 | Luciano Maiani, John Iliopoulos                                                         | 2                   |
| 1986 | David Gross, Hugh David Politzer, Frank Wilczek                                         | 3                   |
| 1985 | Toshihide Masukawa, Makoto Kobayashi                                                    | 2                   |